# Aespa
Aespa (en hangul, 에스파; romanización revisada, Eseupa; McCune-Reischauer, Esŭp'a; estilizado como aespa o æspa) es un grupo femenino surcoreano formado por SM Entertainment. El grupo está compuesto por cuatro integrantes: Karina, Giselle, Winter y Ningning. El grupo debutó el 17 de noviembre de 2020 con el sencillo «Black Mamba».
Aespa ha sido notable por introducir el concepto de metaverso y explorar el género musical hyperpop en el K-pop. Gracias a esto, se ha convertido en uno de los grupos femeninos más exitosos de Corea del Sur, con reconocimiento tanto a nivel nacional como internacional. Su regreso con el sencillo «Next Level» en mayo de 2021 fue un éxito comercial, llegando a la segunda posición en listas como Circle y K-pop Hot 100 en Corea. Aespa ha ganado varios premios importantes, incluyendo «Canción del año» en los Korean Music Awards y Melon Music Awards. En octubre de 2021, lanzaron su primer miniálbum, Savage, y su sencillo principal del mismo nombre. El álbum vendió 787 600 copias, convirtiéndose en el álbum debut más vendido de SM Entertainment. «Savage» también fue un gran éxito, llegando al Top 10 en Corea y al Billboard Global 200.
En julio de 2022, Aespa lanzó su segundo EP, Girls, que no solo rompió el récord del álbum más vendido de un grupo femenino de K-pop en la historia, sino que también se convirtió en el primero en superar el millón de copias en su primera semana. Además, debutó en el tercer lugar de la lista Billboard 200, marcando su primera aparición en el top diez de Estados Unidos. En mayo de 2023, el grupo presentó su tercer EP, My World, que alcanzó más de dos millones de ventas y se consolidó como su segundo álbum en el top diez de Billboard 200. En mayo de 2024, Aespa lanzó su primer álbum de estudio, Armageddon, que fue precedido por el exitoso sencillo principal «Supernova». Esta canción se convirtió en el primer número uno del grupo en el Circle Digital Chart, liderando la lista durante once semanas, además de alcanzar el top diez en la lista Billboard Global Excl. U.S.

## Nombre
Su nombre es una combinación de «æ», que significa «Experiencia Avatar X», y «aspecto», que significa «dos lados», y simboliza «encontrar otro yo» y «experimentar un nuevo mundo».

## Historia

### 2016-20: Formación y debut

Logo del grupo.

Ningning fue presentada como parte del grupo de entrenamiento SM Rookies de SM Entertainment el 19 de septiembre de 2016. Durante su tiempo en este equipo, participó en el segmento «Rookies Princess: Who's the Best?» del programa My SMT en 2016 y grabó varios covers para el programa surcoreano Shining Star en 2017.
Karina duró cuatro años entrenando en la empresa antes de debutar. Durante su tiempo como aprendiz, apareció en el videoclip de la canción «Want» de Taemin, su compañero de agencia, en febrero de 2019, y posteriormente actuó junto a él en varios programas musicales. Karina también participó junto a Kai en una presentación para el showcase virtual de colaboración de SM Entertainment y Hyundai, Beyond Drive.
El 26 de octubre de 2020, SM Entertainment anunció el debut de un nuevo grupo femenino, el primero desde Red Velvet en 2014 y su primer grupo en general desde NCT en 2016. A partir del 27 de octubre, se revelaron individualmente el nombre y las integrantes del grupo: Winter, Karina, Ningning y Giselle. Lee Soo-man, fundador de SM, presentó el concepto del grupo en el World Cultural Industry Forum, celebrado el 28 de octubre.
El logotipo de Aespa también fue revelado al final del videoclip de «One (Monster & Infinity)» de SuperM, marcando un punto de conexión con el debut del grupo.El 2 de noviembre se lanzó un tráiler con las cuatro integrantes, junto con el anuncio del debut del sencillo «Black Mamba», programado para el 17 de noviembre. Al momento de su lanzamiento, el videoclip de la canción logró un récord de visualizaciones para el debut de un grupo de K-pop en 24 horas, alcanzando los 21.4 millones de vistas. El grupo hizo su debut en vivo en Music Bank el 20 de noviembre, y obtuvo su primera victoria en Inkigayo el 17 de enero de 2021.

### 2021-22: Primer EP y expansión internacional
El 29 de enero de 2021, SM Entertainment anunció que Aespa lanzaría una regrabación de «Forever», un sencillo originalmente de Yoo Young-ji, lanzado para el álbum navideño de 2000 de SM Entertainment, Winter Vacation in SMTOWN.com. La versión de Aespa de la canción, una «balada de ritmo medio caracterizada por el sonido de la guitarra», presenta «letras cálidas que prometen eternidad a un ser querido». Esta nueva interpretación fue lanzada el 5 de febrero de ese mismo año.

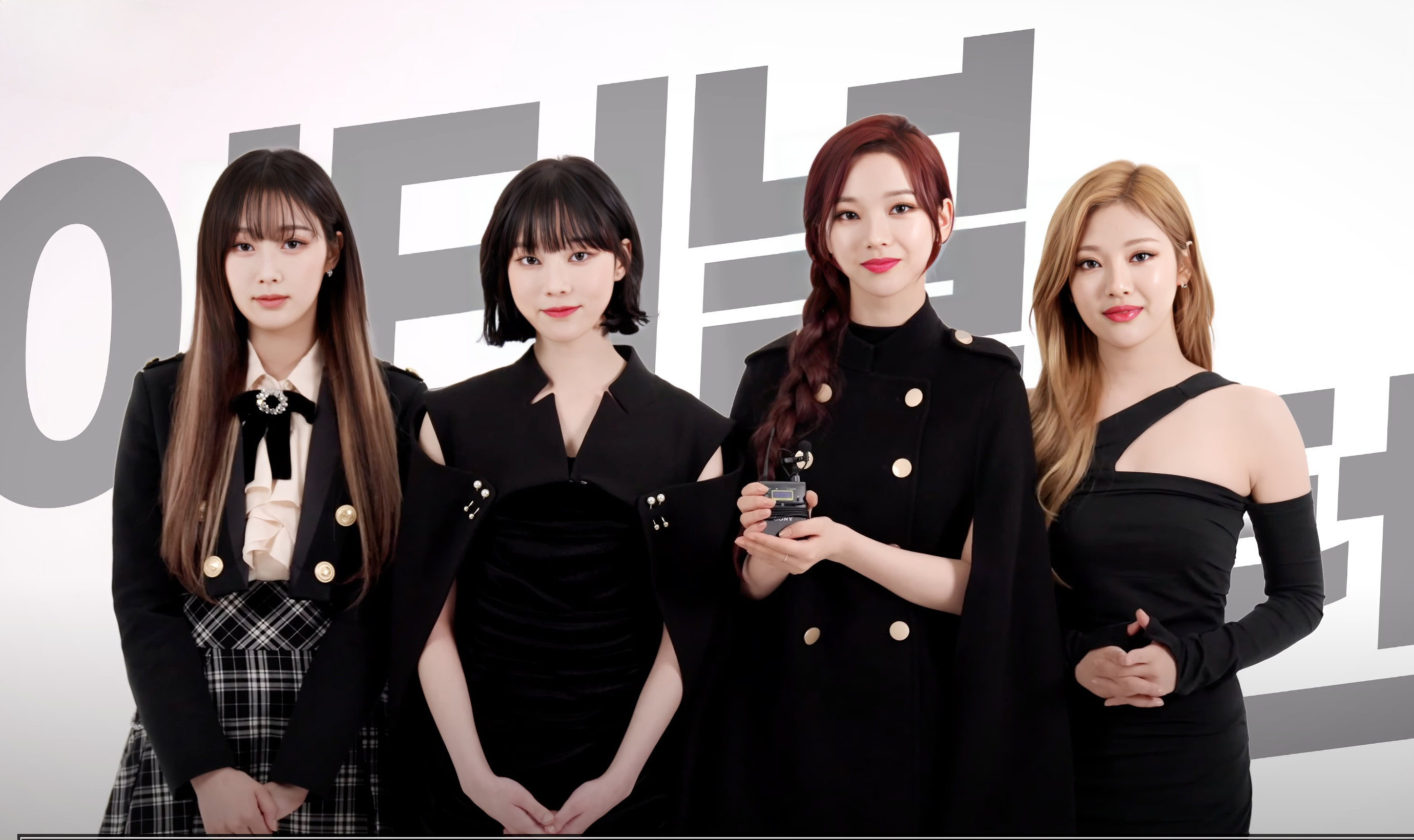
Aespa para Eternal Return en noviembre de 2021.

El 4 de mayo de 2021, SM Entertainment anunció que Aespa lanzaría un nuevo sencillo titulado «Next Level», una pista de dance y hip-hop con un rap «cool», un bajo «energético» y «voces poderosas». La canción fue lanzada el 17 de mayo. Al debutar, alcanzó el noveno lugar en Gaon Digital Chart y posteriormente subió al segundo puesto, convirtiéndose en su primer top cinco en Corea del Sur. Además, logró el segundo lugar en la lista Billboard K-pop Hot 100 y se convirtió en la tercera canción de Aespa en entrar en la lista Billboard World Digital Song Sales, alcanzando el número tres. El 22 de julio de, se anunció que Aespa había firmado un contrato con Creative Artists Agency para sus futuras actividades en Estados Unidos. Posteriormente, el 10 de septiembre, se informó que se lanzarían versiones remix de «Next Level» el 14 de septiembre, acompañadas de un videoclip y un vídeo para «Next Level (IMLAY Remix)».
El 14 de septiembre de 2021, SM Entertainment anunció que Aespa lanzaría su primer EP, titulado Savage. El álbum consta de seis canciones, incluyendo el sencillo principal. Fue lanzado el 5 de octubre, recibiendo elogios de la crítica y un notable éxito comercial. Los medios destacaron «Savage» por sus hooks «adictivos», su estribillo pegajoso y su producción «maestramente elaborada». La canción fue incluida en varias listas de fin de año, como las 10 mejores canciones de K-pop de 2021 de las revistas NME y Time, que la calificaron como una pista «explosiva». En términos comerciales, «Savage» alcanzó el segundo puesto en Gaon Digital Chart, convirtiéndose en su segundo sencillo dentro del Top 5 en su país. El 15 de octubre, diez días después de su lanzamiento, iChart de Instiz anunció el primer «perfect all-kill» de Aespa, ya que «Savage» alcanzó el número uno en las listas a tiempo real, diarias y semanales, incluyendo iChart, Melon, Genie, FLO, Bugs! y Vibe. Esto hizo de Aespa el primer grupo de K-pop de la cuarta generación en lograr tal hazaña. La canción ganó un total de ocho premios en programas musicales, incluyendo tres victorias no consecutivas en Inkigayo, lo que les otorgó el premio de «triple corona». Savage debutó en el primer lugar de Gaon Album Chart y marcó la primera entrada de Aespa en Billboard 200, alcanzando el puesto n.º20, lo que las convirtió en el grupo de chicas novato de K-pop mejor posicionado en esa lista. Con 788 959 copias vendidas, Savage se convirtió en el álbum debut más vendido por un grupo de SM Entertainment, hasta que fue superado por Perfume de NCT DoJaeJung en mayo de 2023.
El 13 de octubre, Aespa fue incluido en la lista Ones to Watch 2021 de la revista People como una «Estrella en Ascenso». El 25 de noviembre, el grupo se presentó en un carro alegórico, celebrando a las mujeres en campos de CTIM, en el 95º Desfile de Acción de Gracias de Macy's, convirtiéndose en el primer grupo femenino coreano en actuar en el desfile. El 2 de diciembre, ganaron su primer Daesang (Gran premio) en los Asia Artist Awards. Dos días después, el 4 de diciembre, el grupo ganó su segundo Daesang (Álbum del año) en los Melon Music Awards. El 4 de noviembre, se anunció que Aespa lanzaría un remake de «Dreams Come True» de S.E.S. el 20 de diciembre para el proyecto de remasterización de SM y como el sencillo principal del álbum de SM Town, 2021 Winter SM Town: SMCU Express. El vídeo musical de la canción fue dirigido por Lucid Colour y coreografiado y dirigido visualmente por BoA. La canción alcanzó el puesto ocho en Gaon Digital Chart y el siete en Billboard World Digital Songs.
El 26 de diciembre, Karina y Winter fueron reveladas como miembros del supergrupo Got the Beat. El supergrupo debutó con el sencillo «Step Back» el 3 de enero de 2022.

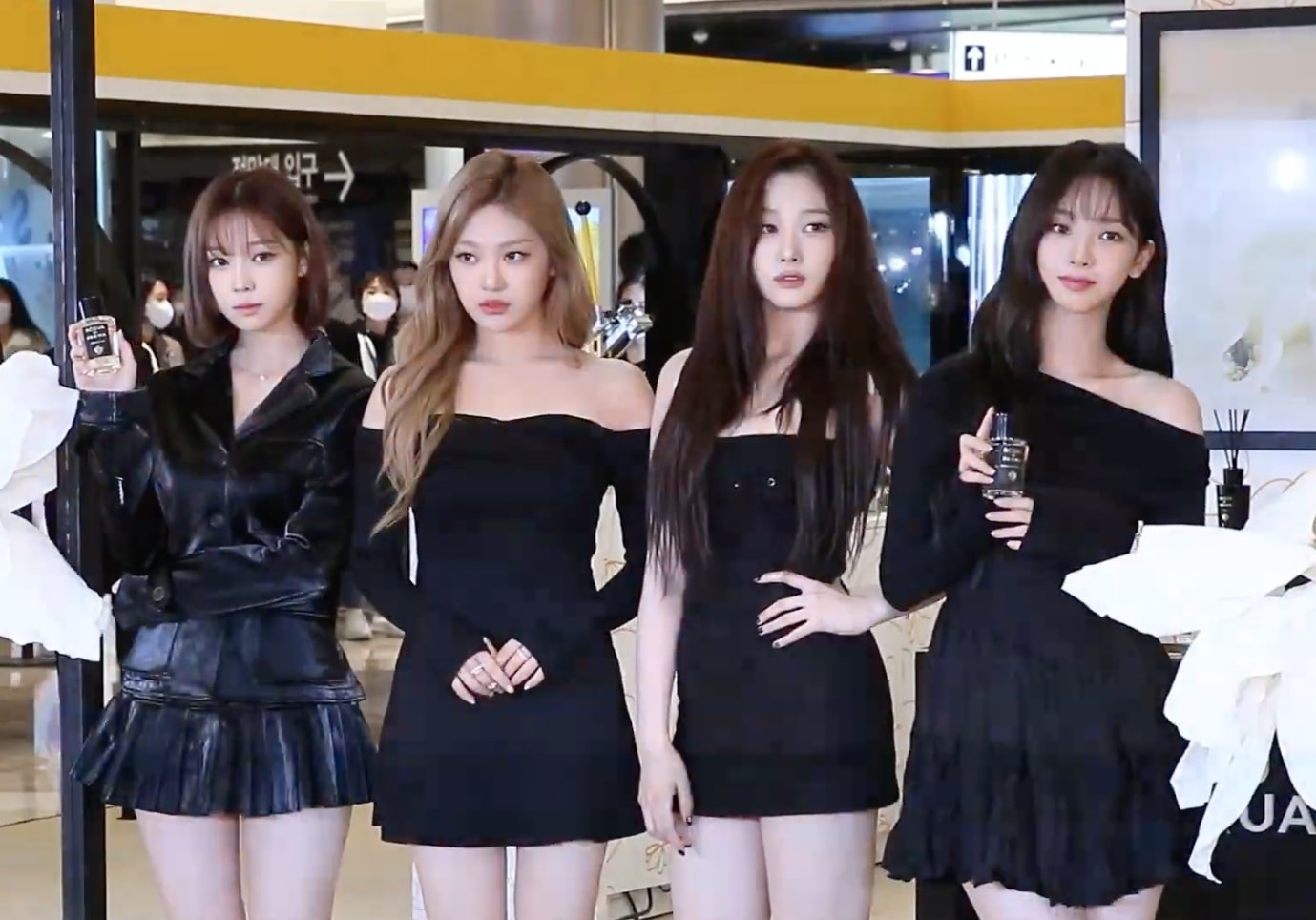
Aespa durante la apertura de Acqua Di Parma en noviembre de 2022.

El 8 de enero de 2022, Aespa recibió el premio «Artista del año» en los Golden Disc Awards. El 1 de marzo, ganó el premio a la «Canción del año» por «Next Level» en los Korean Music Awards. El 19 de abril, se anunció que el grupo se presentaría en Coachella el 23 de abril, convirtiéndose en el tercer grupo femenino de K-pop en actuar en el festival. Se presentaron como parte del Head in the Clouds Forever de 88rising, programado para la segunda semana. Su repertorio incluyó «Savage», «Next Level», «Black Mamba» y una versión en inglés de una canción inédita titulada «Life's Too Short», que fue revelada como parte de su próximo EP. El 12 de mayo, el grupo fue incluido en la lista de «Next Generation Leaders» de la revista Time. La revista destacó a Aespa como un «artista experimental, pero esencial en la industria musical, actuando como un puente entre lo real y lo virtual». El 27 de mayo, el grupo también fue incluido en la lista «30 Under 30» de Forbes.
El 1 de junio, SM Entertainment anunció que Aespa había firmado con Warner Records. También anunciaron que el grupo lanzaría su segundo EP, Girls, el 8 de julio. El EP contiene nueve canciones, incluyendo el sencillo principal del mismo nombre, sus dos primeros sencillos, «Black Mamba» y «Forever», y «Dreams Come True», que lanzaron anteriormente como parte del álbum 2021 Winter SM Town: SMCU Express en diciembre de 2021. Otros dos temas del disco, «Illusion» y la versión en inglés de «Life's Too Short», precedieron al EP y fueron lanzadas el 1 y el 24 de junio, respectivamente. Las preórdenes de Girls superaron más del millón de copias antes de su lanzamiento, el número más alto para un álbum de un grupo femenino de K-pop en ese momento. Tras el lanzamiento, el álbum se convirtió en el primero de un grupo femenino en vender más de un millón de copias en una semana en Hanteo Chart, superando la marca establecida por The Album de Blackpink en octubre de 2020. El EP debutó en primer lugar en Circle Album Chart, vendiendo 1 426 487 copias, lo que llevó al grupo a obtener su primera certificación de la Korea Music Content Association. También lideró la lista mensual de Circle Album Chart en julio, con 1 645 255 copias vendidas, lo que marcó las mayores ventas mensuales y totales de álbumes de cualquier grupo femenino de K-pop en la historia; el récord fue superado en septiembre por el álbum Born Pink de Blackpink. En la lista Billboard 200, Girls debutó en tercer lugar con 56 000 unidades equivalentes a álbum, 53 000 ventas puras de álbumes, convirtiéndose en el álbum más vendido de la semana.
El 5 de julio, Aespa hizo un discurso y se presentó en el Foro Político de Alto Nivel de la ONU sobre desarrollo sostenible. El 8 de julio, el grupo se presentó en el Summer Concert Series de Good Morning America en Central Park, que incluyó la primera actuación de «Girls». El 23 de octubre, también se presentó virtualmente para Crocs para celebrar su 20º aniversario en el videojuego Roblox. Atrajo al segundo público más grande en un show único de Roblox, con 2.5 millones de visitas. El show también generó más de 2.3 millones de visitas registradas en Crocs World en Roblox. El 14 de diciembre, el grupo lanzó un sencillo colaborativo, «Beautiful Christmas», con sus compañeras de sello Red Velvet para el álbum de SM Town, 2022 Winter SM Town: SMCU Palace.

### 2023-24: Giras mundiales, primer álbum de estudio y debut japonés
Los días 25 y 26 de febrero de 2023, Aespa realizó su primera gira, Synk: Hyper Line, en el Jamsil Arena de Seúl, Corea del Sur. El 7 de marzo, el grupo fue anunciado como parte del cartel del Outside Lands Music and Arts Festival en San Francisco, California, que se celebró el 11 de agosto, convirtiéndose en el primer grupo de K-pop en presentarse en este festival. Entre marzo y abril, continuaron su gira por Japón, donde atrajeron a un total de 110 000 espectadores en 10 conciertos con entradas agotadas en Osaka, Tokio, Saitama y Aichi. Durante su presentación en el Gimnasio Nacional Yoyogi de Tokio, se anunció que Aespa regresaría el 5 y 6 de agosto para ofrecer una presentación especial de dos días en el Tokyo Dome, lo que las convirtió en el grupo de K-pop más rápido en lograr este hito y el primero de la «cuarta generación» en realizar un concierto en solitario en dicho estadio.El 29 de marzo, SM Entertainment anunció que Aespa lanzaría un nuevo sencillo titulado «Hold On Tight», una canción «adictiva» de género techno que incorpora la melodía de la icónica canción «Korobeiniki», tema original de Tetris. Esta pista formaría parte de la banda sonora de la película original de Apple TV+, Tetris. El sencillo fue lanzado oficialmente el 31 de marzo.

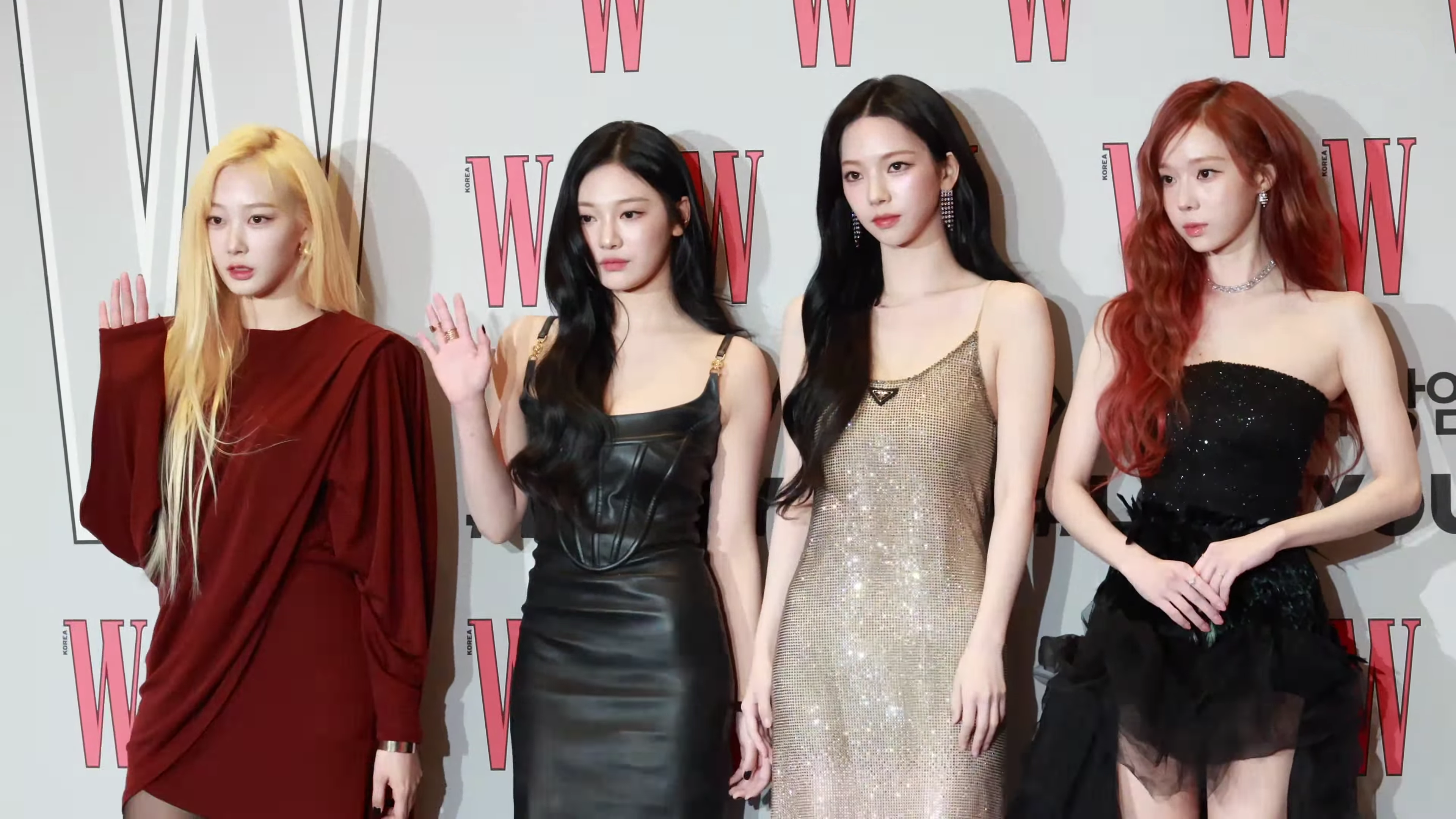
Aespa en Love Your W en noviembre de 2023.

El 8 de mayo, Aespa lanzó su tercer EP, My World, que incluye seis canciones. El sencillo «Welcome to My World» fue lanzado previamente el 2 de mayo, y el tema principal «Spicy» se estrenó junto con el EP. My World debutó en el primer lugar de Circle Album Chart, con más de un millón de copias vendidas. Dos semanas después de su lanzamiento, el álbum alcanzó el hito del «doble millón», vendiendo dos millones de copias, convirtiéndose en el segundo álbum de un grupo femenino coreano en superar los dos millones de copias vendidas.
El 10 de mayo, SM Entertainment anunció que su gira continuaría con un concierto en Yakarta, Indonesia, el 24 de junio. El 19 de mayo, se revelaron 14 fechas adicionales, extendiendo la gira a América del Norte, América del Sur y Europa.El 23 de mayo, Aespa participó en el Festival de Cine de Cannes de 2023 como embajadoras de la marca de joyería suiza Chopard. Las integrantes asistieron a la Cena Anual y a la Fiesta del Amor de Chopard, donde se presentó la primera colección de alta costura de Caroline Scheufele, copresidenta y directora artística de la marca. Al día siguiente, Aespa desfiló en la alfombra roja durante la proyección de La Passion de Dodin Bouffant y presentó la nueva colección de joyas de Chopard, Red Carpet Collection.
El 10 de junio, Aespa se presentó en el Governors Ball Music Festival en Nueva York, convirtiéndose en el primer grupo de K-pop en actuar en este evento. Debido a problemas de salud, Giselle no pudo unirse al grupo en el escenario. La actuación fue muy bien recibida tanto por los fanes como por la crítica. Simon Vozick-Levinson, de Rolling Stone, describió la presentación como un «espectáculo», mientras que Starr Bowenbank, de Billboard, destacó que la «presencia en el escenario y el repertorio de Aespa tienen el poder de dominar el escenario principal de un festival de música».

El 27 de julio, el grupo comenzó a promocionar su sencillo digital en inglés «Better Things», una canción que fue lanzada oficialmente el 18 de agosto. Como parte de la promoción, se presentó una serie web de comedia de 3 episodios titulada Better Things, cuyo primer episodio se publicó el 7 de agosto. Ningning apareció solo en algunas secciones limitadas de la sitcom debido a problemas de salud durante las grabaciones. Aespa interpretó el sencillo en vivo por primera vez el 13 de agosto en la Crypto.com Arena de Los Ángeles, durante el primer concierto de la etapa estadounidense de su gira. 

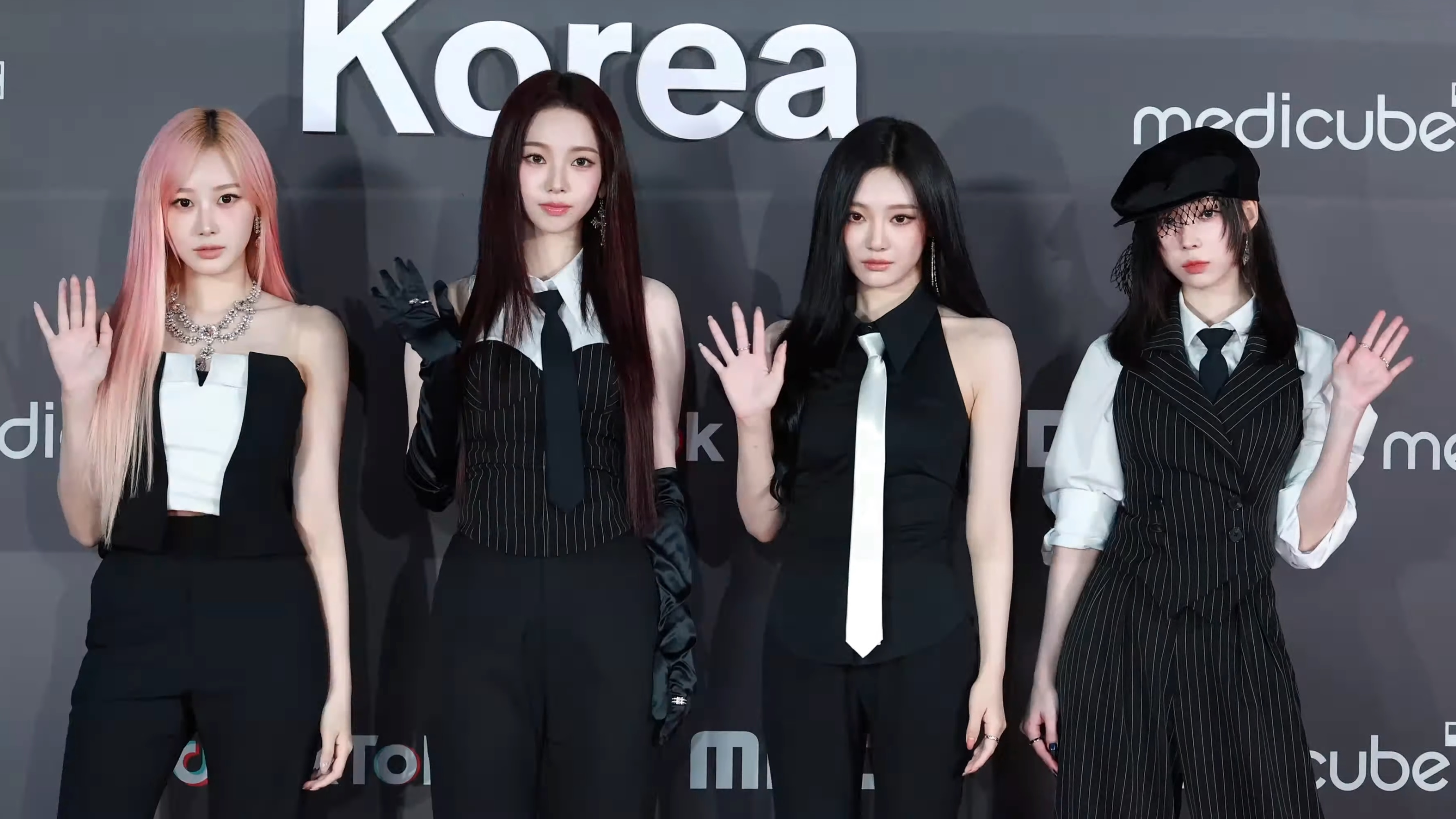
Aespa en los TikTok Awards Korea en noviembre de 2024.

 El 23 de agosto, Aespa lanzó la canción «We Go», que se convirtió en el tema de apertura de la edición coreana del anime Pokémon: Liko and Roy's Departure, cuyo estreno fue en la misma fecha. El sencillo presenta letras que narran cómo los nuevos protagonistas, Liko y Roy, descubren cosas «preciadas» y crecen a través de sus aventuras. El 6 de octubre, Aespa lanzó la canción «Zoom Zoom», que se convirtió en el tema de cierre del anime Beyblade X. El 10 de octubre, el grupo anunció que su cuarto EP, titulado Drama, sería lanzado el 10 de noviembre. El EP incluye seis canciones, entre ellas el sencillo principal, que lleva el mismo nombre.
El 9 de enero de 2024, SM Entertainment anunció que Aespa lanzaría una nueva versión de «Regret of the Times», un sencillo original de Seo Taiji and Boys. Esta regrabación fue lanzada el 15 de enero. Posteriormente, el 19 de febrero, se reveló que el grupo iniciaría su segunda gira mundial, Synk: Parallel Line, con conciertos en Seúl los días 29 y 30 de junio. El 21 de abril, se anunció que Aespa lanzaría su primer álbum de estudio, Armageddon, el 27 de mayo. El disco incluye dos sencillos principales: «Supernova», que fue prelanzado el 13 de mayo, y «Armageddon», que se estrenó junto con el álbum. «Supernova» fue un éxito comercial en Corea del Sur, logrando un perfect all-kill al alcanzar simultáneamente el primer lugar en las listas en tiempo real, diarias y semanales del iChart. Además, se convirtió en la primera canción del grupo en ubicarse en el primer puesto de Circle Digital Chart y en su primer top diez de Billboard Global Excl. U.S., alcanzando el sexto lugar.
El 3 de junio, se anunció que Aespa lanzaría su primer sencillo en japonés, «Hot Mess», el 3 de julio. Este sencillo marcó la debut del grupo en Japón e incluye dos canciones adicionales: «Sun and Moon» y «Zoom Zoom», esta última lanzada previamente el 6 de octubre como tema de cierre de la serie de anime Beyblade X. El 23 de septiembre, se reveló que Aespa lanzaría su quinto EP, Whiplash, el 21 de octubre. El EP consta de seis canciones, incluyendo el sencillo principal del mismo nombre.

## Endosos
El 10 de febrero de 2021, el grupo fue anunciado como el nuevo embajador de la marca de Givenchy en 2021, convirtiendo a las chicas en las primeras artistas de K-pop en ser elegidas como embajadoras de la marca.

## Integrantes
- Karina (카리나)
- Giselle (지젤)
- Winter (윈터)
- Ningning (닝닝)

## Discografía
- Armageddon (2024)

## Conciertos

### Participaciones
- 2021: SM Town Live Culture Humanity[95]
- 2022: SM Town Live 2022: SMCU Express at Kwangya[96]
- 2022: SM Town Live 2022: SMCU Express at Human City Suwon
- 2023: SM Town Live 2023: SMCU Palace at Kwangya